# Гуш-Эцион (историческая область)
Гуш-Эцион (ивр. גּוּשׁ עֶצְיוֹן‎, буквально: Блок Эцион) — историческая область к югу от Иерусалима, на северной части горы Хеврон в Иудее, где начиная с середины 1920-х годов была создана группа еврейских поселений, разрушенных в дальнейшем во время арабо-израильской войны 1948-го года: Кфар-Эцион, Массуот Ицхак, Эйн Цурим и Ревадим (еврейское население было уничтожено или изгнано арабскими армиями).
В дальнейшем эти деревни были восстановлены как израильские поселения в 1967 году после Шестидневной войны; первыми поселенцами стали те, кто в 1948 году были детьми — их успели эвакуировать до арабской оккупации. Затем появились новые посёлки, которые расширили область блока Эцион.
Теперь эти деревни административно относятся к региональному совету Гуш-Эцион, входящему в округ Иудея и Самария.